# Jagdstaffel 2
A Jagdstaffel 2, também conhecida por Jasta 2 e ainda Jasta Boelcke, foi umas das mais famosas e bem sucedidas esquadras de aeronaves da ramo aéreo das forças imperiais alemãs durante a Primeira Guerra Mundial. 
Renomeada a 17 de Dezembro de 1916 como Jasta Boelcke em honra ao seu primeiro comandante Oswald Boelcke, esta esquadra era composta em grande parte pelos elementos que viriam a tornar-se nos maiores ases da aviação da Alemanha e de toda a grande guerra, graças à doutrina imposta por Boelcke aos seus subordinados. Um destes subordinados, Manfred von Richthofen, viria a tornar-se no maior ás da guerra e numa lenda da aviação.

## Aeronaves
- Albatros D.I
- Albatros D.II
- Albatros D.III
- Fokker D.III
- Fokker D.VII
- Fokker Dr.I